# Savoca
Savoca est une commune italienne de la province de Messine, dans la région Sicile.

## Administration
| Période                                  | Période  | Identité                | Étiquette                | Qualité |
| ---------------------------------------- | -------- | ----------------------- | ------------------------ | ------- |
| 2002                                     | 2012     | Antonino Bartolotta     | Parti Démocrate (Italie) |         |
| 2012                                     | En cours | Paolo Onofrio Trimarchi | Parti Démocrate (Italie) |         |
| Les données manquantes sont à compléter. |          |                         |                          |         |

### Communes limitrophes
Casalvecchio Siculo, Forza d'Agrò, Furci Siculo, Sant'Alessio Siculo, Santa Teresa di Riva

## Filmographie
C'est à Savoca que Francis Ford Coppola a tourné la scène du mariage de Michael Corleone et Apollonia dans son film Le Parrain.